# Serra del Negrete
La serra del Negrete, o d'Utiel, és un sistema muntanyenc del País Valencià que separa les comarques de l'interior de la Plana d'Utiel (al sud) i els Serrans (al nord).
De directrius ibèriques, es tracta d'un gran anticlinar juràssic amb altures que superen els 1.100 metres (el pic del Remei amb els seus 1.306 metres esdevé el sostre de la serra i de la comarca d'Utiel-Requena). L'orografia és abrupta i coberta per formacions boscoses entre les quals dominen una excel·lent representació de carrascars continentals. També destaquen les formacions de pi negre i savines, així com els boscos mixtos de roure valencià.
En realitat, la serra presenta tres grans unitats muntanyenques, la principal o Serra del Negrete que discorre més al nord amb majors altures (El Remei - 1.306 m.- o el Cerrochico - 1.223 m -) i més extensa. La segona, concretament la serra d'Utiel que discorre paral·lela a l'anterior però amb menor recorregut i menors altures (Cabeza del Fraile, 1.112 m), i una tercera a l'extrem sud del sistema, coneguda amb el nom de serra de Juan Navarro on les dues anteriors s'uneixen sobre la gran fossa tectònica de Xera. En aquesta subunitat destaquen els pics de Cinco Pinos (1.177 m), Juan Navarro (1.167 m) o el Ropé (1.140 m).
Pel nord també podem nomenar la serra de l'Atalaya (ja en la comarca dels Serrans) de menors dimensions que la serra del Negrete i menors altures (l'Atalaia, 1.157 m). El riu Reatillo la separa de la resta del conjunt. Altres rius i barrancs que drenen aquest sistema muntanyós són les rambles del Colmenar i de Estelenas (ambdues afluents del riu Magre que voreja la serralada pel sud i l'oest) i el ja esmentat Reatillo i altres barrancs que drenen les aigües del vessant nord cap al riu Túria i el proper embassament de Benaixeve.
Els municipis que envolten la serra són Sinarques, Utiel, Requena, Xera, Loriguilla, Domenyo, Calles, Xelva i Benaixeve.
La serra del Negrete ha estat declarada lloc d'interès comunitari (LIC).